# Tetritskaro
Tetritskaro (en georgiano: თეთრიწყარო, lit. 'primavera blanca'; en azerí: Ağbulaq) es una ciudad de Georgia ubicada en el centro de la región de Baja Iberia, siendo la capital del municipio homónimo. 

## Geografía
La ciudad de Tetritskaro está ubicada en el lado sur de la cordillera de Trialeti, a 59 kilómetros al suroeste de Tiflis. 

## Historia
El asentamiento original en este lugar se llamaba Garisi (en georgiano: გარისი), pero debido a las invasiones y guerras, este lugar fue abandonado y, a principios del siglo XIX, se convirtió en un pueblo fantasma.
Más tarde, esta zona fue repoblada por azeríes georgianos, que llamaron al asentamiento Agbulaji; el nombre era de origen azerbaiyano, pero en 1940, el nombre se cambió a Tetri-Tskaro, que en georgiano también significa primavera blanca como el original azerí. Durante el tiempo que perteneció al Imperio ruso y posteriormente hasta la segunda mitad del siglo XX, la ciudad estuvo habitada mayoritariamente por rusos y armenios, siendo denominada Beli Kliuch (en ruso: Белый Ключ, romanizado: Belyy Klyuch. Se le otorgó el estatus de ciudad en 1966.
En Tetritskaro se encuentra el pueblo de Asureti, fundado y anteriormente habitado por alemanes caucásicos bajo el nombre de Elisabethtal.
Tetritskaro albergaba un importante cuartel militar soviético, que fue abandonado antes de la guerra de Osetia de 2008, lo que probablemente significó que no fue bombardeado como los de Bolnisi o Marneuli.

## Demografía
La evolución demográfica de Tetritskaro entre 1939 y 2014 fue la siguiente:
| 2156                                            | 5564 | 6896 | 7281 | 8642 | 4041 | 3093 |
| (Fuente: Population of Georgia in Soviet times) |      |      |      |      |      |      |

Su población era de 3983 en 2014, con el 64% de la población son georgianos.
|              | 1939      | 1939       | 2014      | 2014       |
| Grupo étnico | Población | Porcentaje | Población | Porcentaje |
| ------------ | --------- | ---------- | --------- | ---------- |
| Georgianos   | 158       | 7,3%       | 1970      | 63,69%     |
| Rusos        | 912       | 42,3%      | 130       | 4,20%      |
| Ucranianos   | 912       | 42,3%      | -         | -          |
| Azeríes      | 17        | 0,8%       | 114       | 3,68%      |
| Armenios     | 819       | 38%        | 792       | 25,61%     |
| Griegos      | 183       | 8,5%       | 53        | 1,71%      |
| Osetios      | 19        | 0,9%       | 27        | 0,87%      |
| Asirios      | 8         | 0,4%       | 1         | 0,03%      |
| Judíos       | 5         | 0,2%       | -         | -          |
| Alemanes     | 16        | 0,7%       | -         | -          |
| Tártaros     | 2         | 0,1%       | -         | -          |
| Total        | 2156      | 100%       | 3093      | 100%       |

Hasta principios de la década de 1990, la ciudad estaba habitada principalmente por rusos y armenios. Sin embargo, según la ciudad se hacía más grande, más georgianos venían aquí a vivir.

## Infraestructura

### Transporte
La carretera de Tiflis a Ajalkalaki, cerca de la frontera turca, pasa por Tsalka. El ferrocarril Bakú-Tiflis-Kars, que se inauguró en 2017, recorre la vía férrea que atraviesa la ciudad.

## Personas ilustres
- Jorge Mijáilovich Románov (1863-1919): gran duque de Rusia y un distinguido general del Ejército Imperial Ruso.
- Emanuel von Tiesenhausen (1881-1940): explorador polar y científico forestal soviético ruso.
- Tengiz Kitovani (1938): político y jefe militar georgiano con una gran implicación en la guerra civil georgiana al encabezar el golpe de Estado contra el presidente Zviad Gamsajurdia.

## Galería

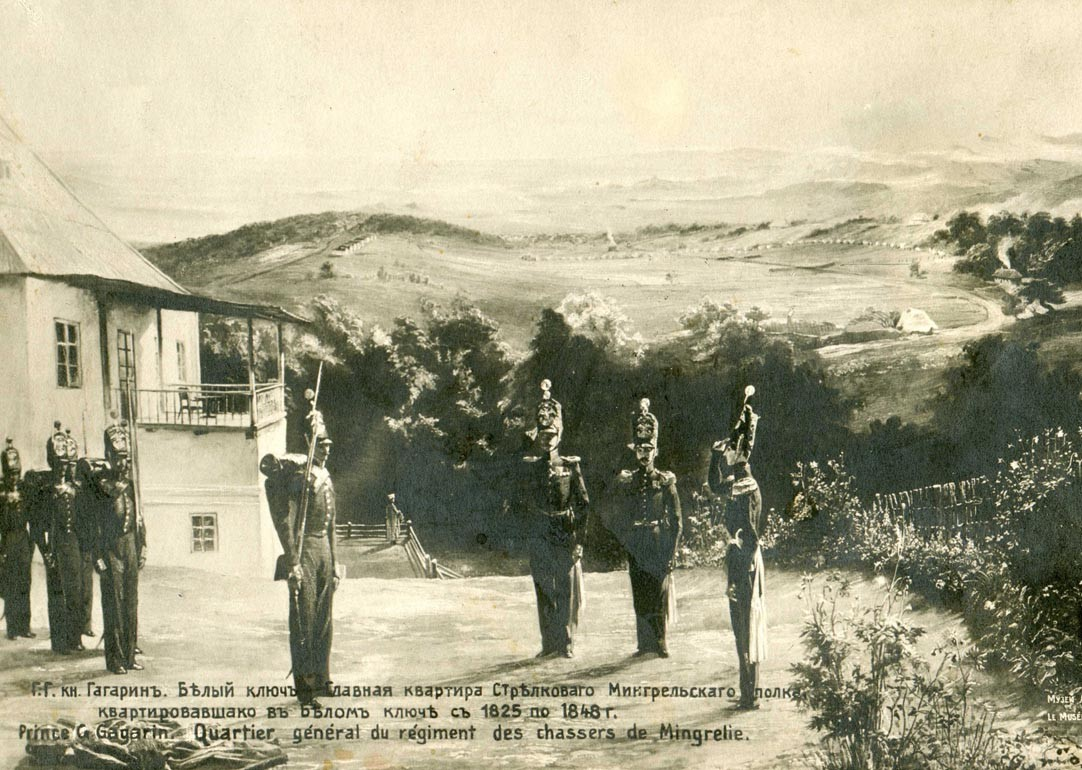
Regimiento ruso en el pueblo (1841)
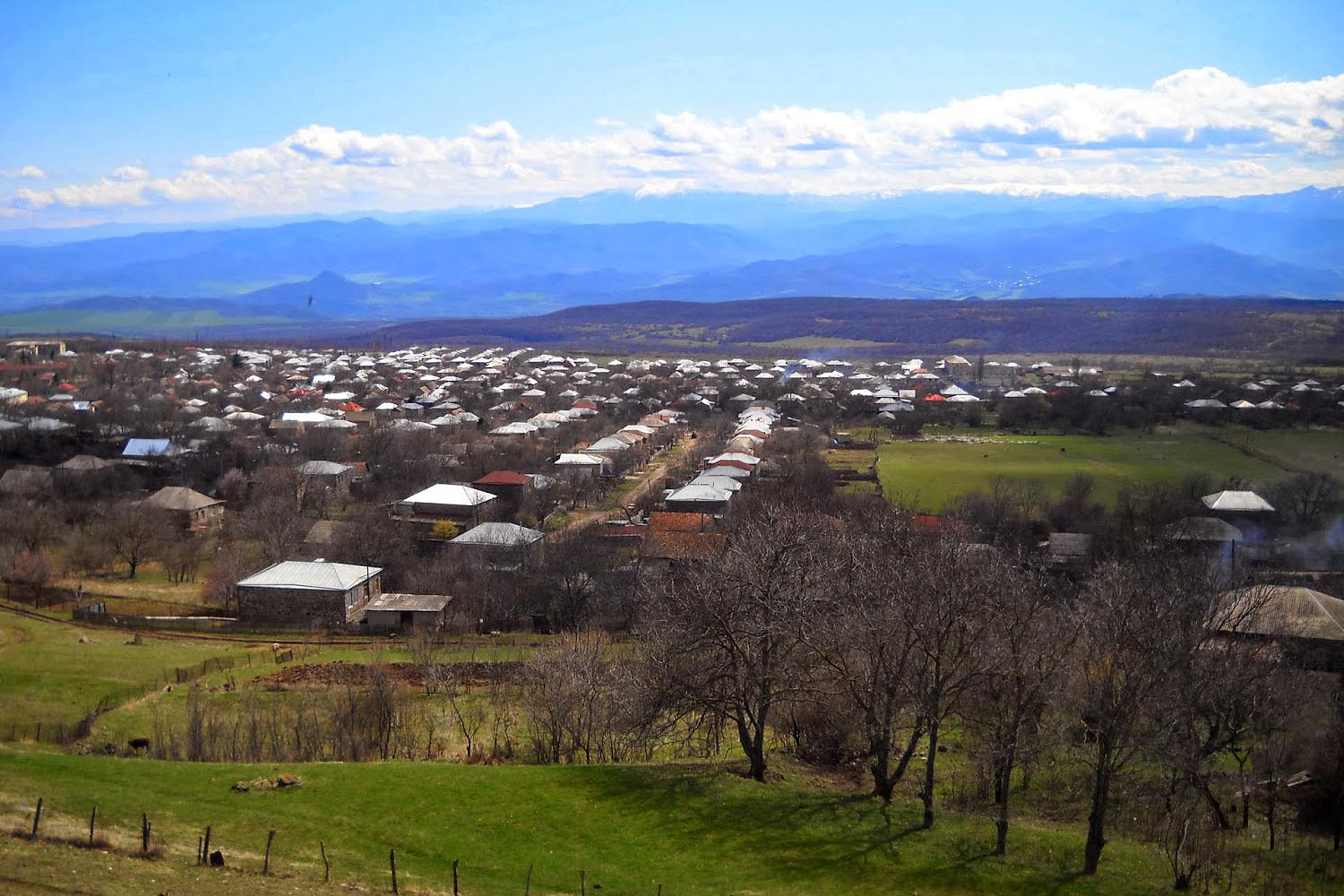
Vistas de Tetriskaro
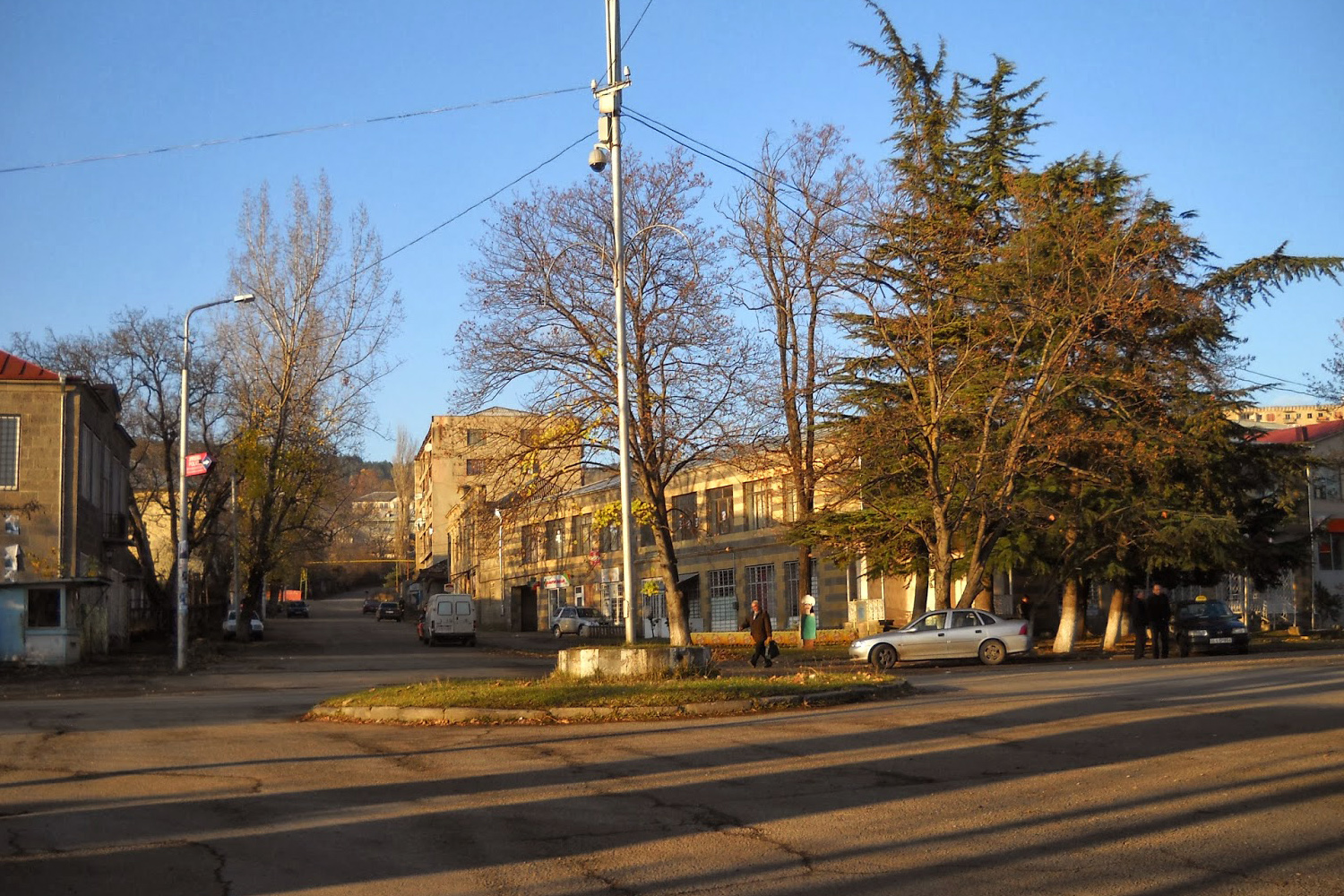
Centro de la ciudad
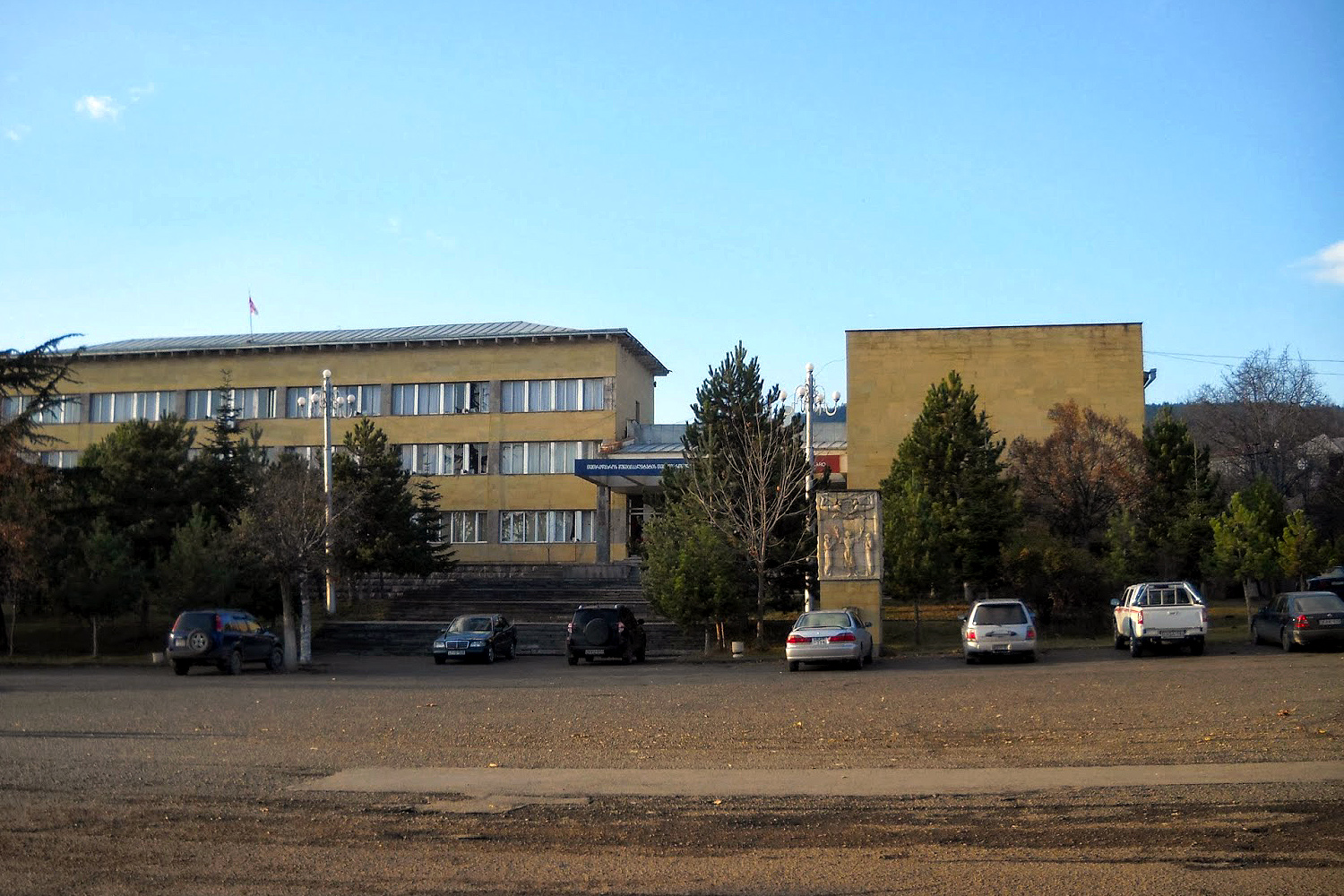
Ayuntamiento de Tetritskaro
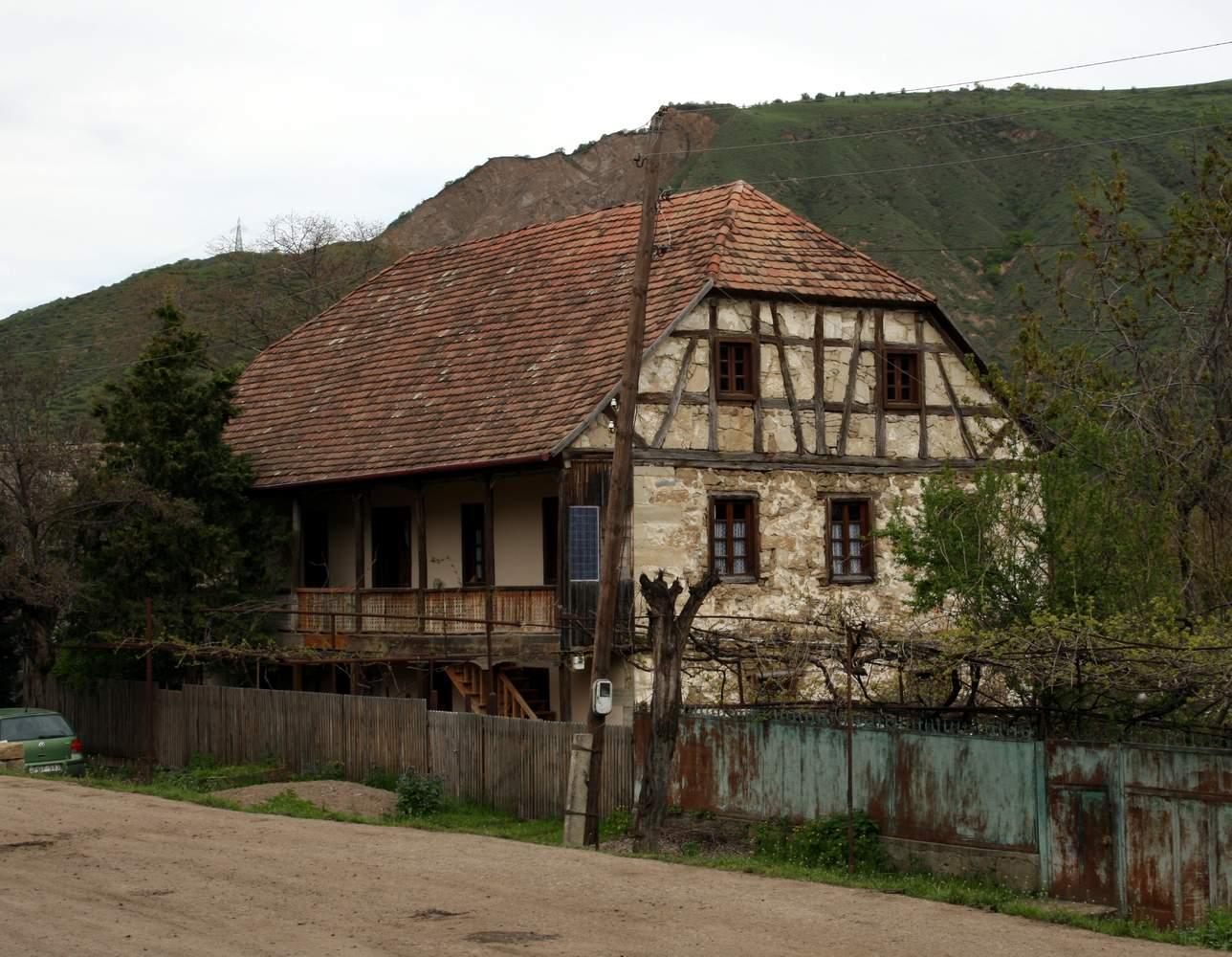
Casa alemana en Asureti